# في غابة
في غابة (باليابانية: 藪の中) أو في علم الغيب قصة قصيرة من تأليف الياباني ريونوسكي أكوتاغاوا، صدرت في كانون الثاني 1922 في مجلة ادبية يابانية. المخرج الياباني أكيرا كوروساوا اقتبس القصة في فيلم راشومون.